# Start the Revolution Without Me
Start the Revolution Without Me — студійний альбом англійської групи Kaiser Chiefs, який був випущений 6 березня 2012 року.

## Композиції
1. Little Shocks - 3:42
2. On the Run - 4:02
3. Heard It Break - 3:07
4. Kinda Girl You Are - 2:36
5. Starts with Nothing - 5:31
6. When All Is Quiet - 3:27
7. Cousin in the Bronx - 3:32
8. Things Change - 3:45
9. Man on Mars - 3:44
10. Problem Solved - 3:01
11. Can't Mind My Own Business - 3:47
12. Child of the Jago - 4:41
13. If You Will Have Me - 3:25

## Позиція в чартах
| Хіт-парад       | Найвища позиція |
| --------------- | --------------- |
| Австралія       | 25              |
| Бельгія         | 34              |
| Нідерланди      | 40              |
| Швейцарія       | 83              |
| Велика Британія | 10              |
| Іспанія         | 95              |

## Учасники запису
- Рікі Вілсо — вокал
- Ендрю 'Вайті' Вайт — гітара
- Віджей Містрі — барабани
- Саймон Рікс — бас-гітара
- Нік 'Пінат' Бейнс — клавіші